# گلرگ
گلرگ یک منطقه‌ی مسکونی در ایران است که در دهستان عربخانه واقع شده‌است.